# Kulmbacher Straße (Hof)

Karte der Kulmbacher Straße

Die Kulmbacher Straße ist eine Hauptstraße in der kreisfreien Stadt Hof in Bayern. Die Straße ist eine wichtige Ost-West-Achse in der Stadt.

## Lage und Gestaltung
Die Kulmbacher Straße verläuft im Westen der Stadt Hof, von der Eisenbahnbrücke der Bahnstrecke Hof-Bad Steben bis an den westlichen Stadtrand in Richtung des Stadtteils Wölbattendorf. Sie bildet in Teilen die Grenze zwischen den Stadtteilen Neuhof und Hohensaas im Norden sowie den Stadtteilen Geigengrund und Osseck im Süden.
An der Straße finden sich Gebäude der verschiedensten Epochen, Häuser der Gründerzeit im mittleren Teil, moderne Bauwerke wie die Kultureinrichtungen im Osten der Straße, die im 21. Jahrhundert erbaut wurden, aber auch Gebäude im Gewerbegebiet an der Hohen Saas. 
Die Kulmbacher Straße ist im östlichen Teil zweispurig, ab der Meiselfelder Straße ist die Straße vierspurig aufgebaut. Die Bundesstraße 15 verläuft auf der Kulmbacher Straße.

## Sehenswürdigkeiten und Einrichtungen

### Kultur
- Die Klangmaufaktur der Hofer Symphoniker befindet sich im Osten der Kulmbacher Straße.[2]
- Das Theater Hof liegt auch in der Nähe der Straße, es ist ein Vierspartentheater und die Hauptspielstätte der Hofer Symphoniker.[3]
- Die Freiheitshalle ist die größte Veranstaltungshalle in Nordostbayern und bietet Platz für über 6000 Personen und war auch schon häufig Veranstaltungsort von Fernsehshows, Konzerten und Messestandort, etwa der Oberfranken-Ausstellung Messe Hof.
- Die KUNSTpassageHOF ist eine Kunstgalerie an der Freiheitshalle.

### Öffentliche Einrichtungen
- In der Nähe der Kulmbacher Straße befindet sich die Kammer Hof des Arbeitsgericht Bayreuth.[4]
- Die Polizeiinspektion Hof befindet sich an der Kulmbacher Straße. Zur Polizeiinspektion gehören auch die Verkehrspolizeiinspektion und die Kriminalpolizeiinspektion.
- Gegenüber befindet sich die Oberfranken-Kaserne, die einzige Kaserne der Bundeswehr in Oberfranken.

### Verkehr
Die Kulmbacher Straße ist für die Stadt Hof ein Zubringer zur A9.
An der Kulmbacher Straße befinden sich die Bushaltestellen Theater, Dr.-Enders-Straße, Graf-Stauffenberg-Straße, Kasernen, Hohensaas, und Quellitz B15. Die Bushaltestellen werden von Stadtbussen der HofBus GmbH und von Regionalbussen bedient.
Im Osten der Straße befindet sich der Bahnhof Hof-Neuhof. Der Bahnhof liegt an der Strecke Hof-Bad Steben und wird von Regionalbahnen von Agilis bedient.

### Galerie

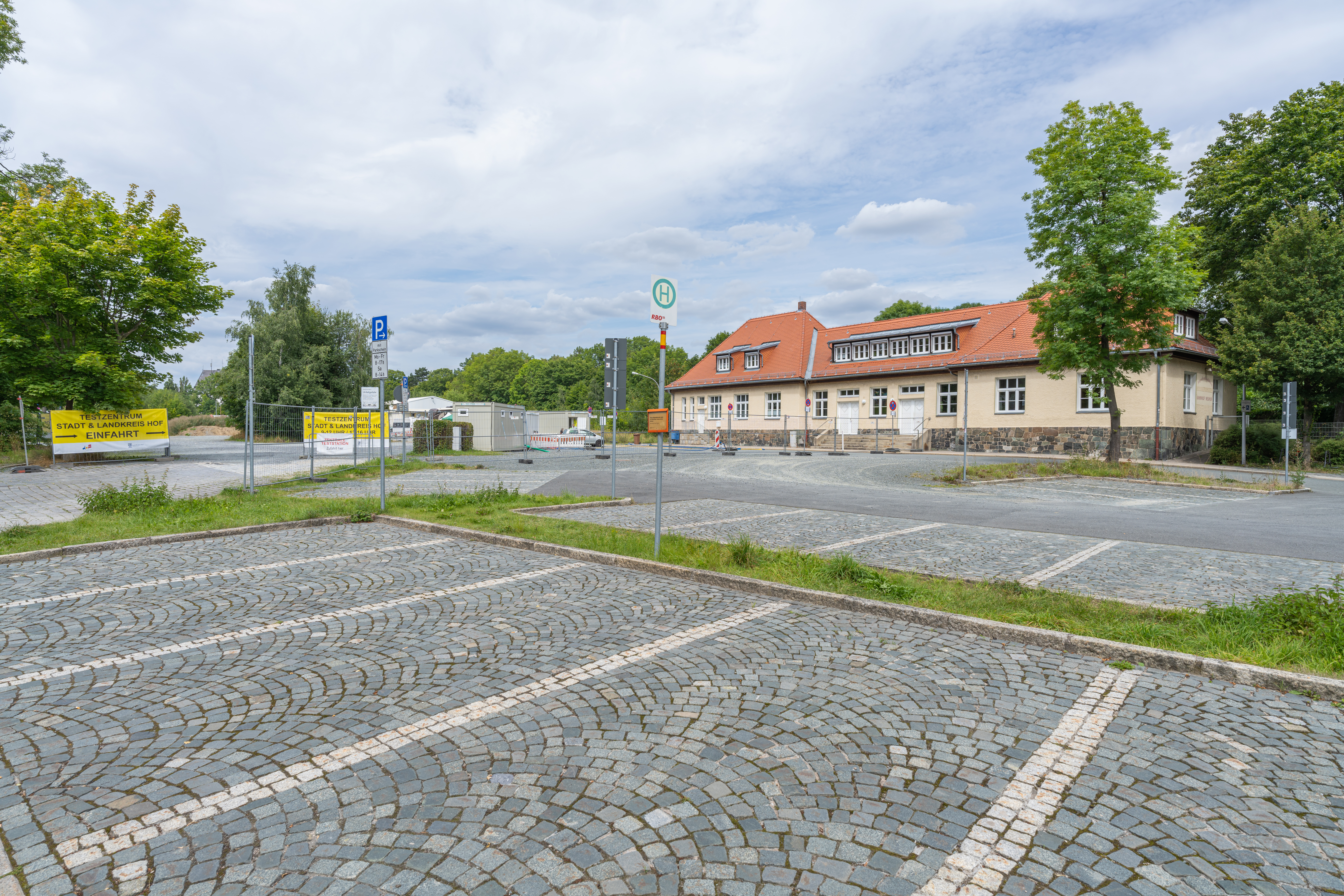
Bahnhof Hof-Neuhof
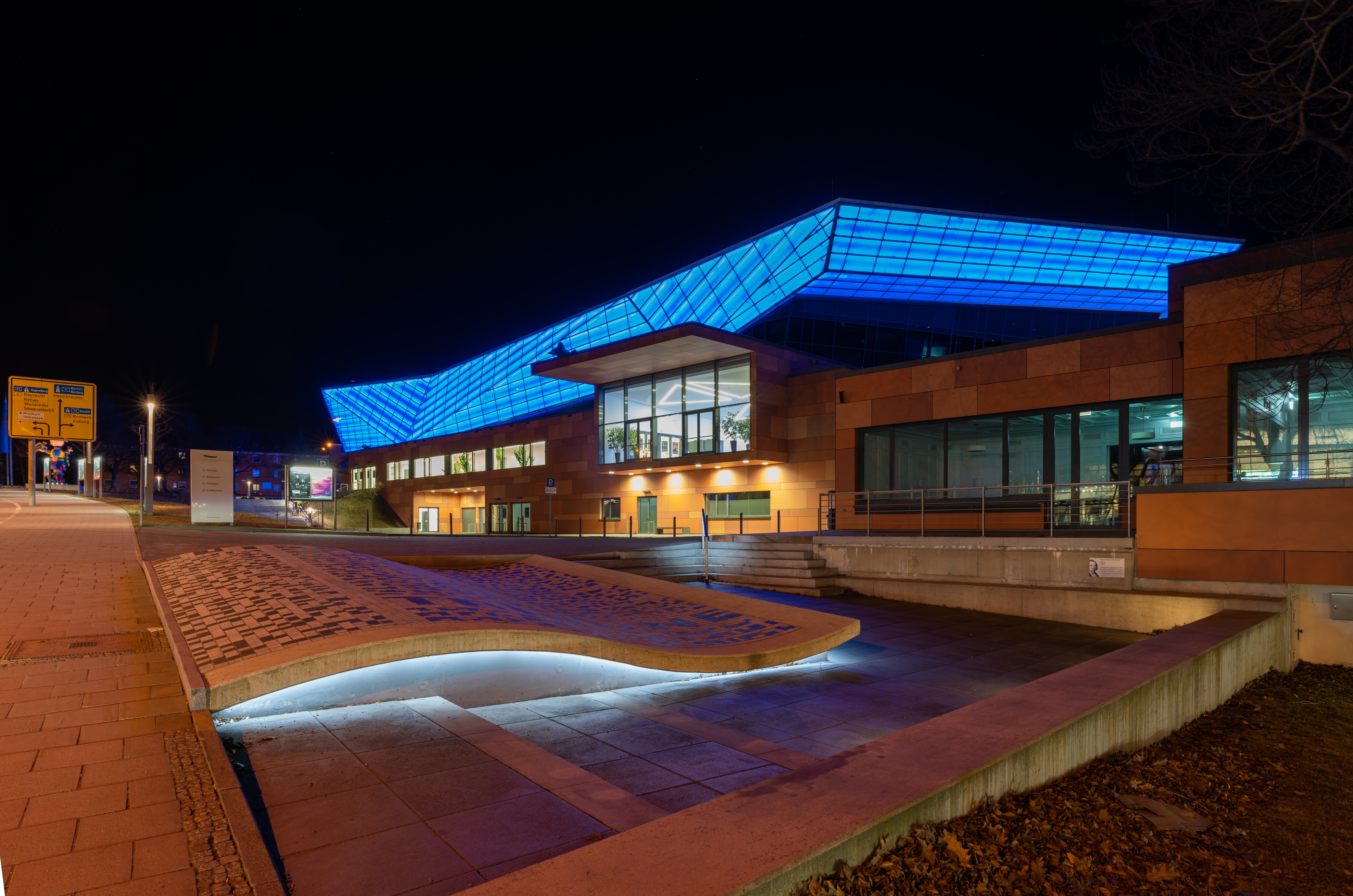
Hofer Freiheitshalle
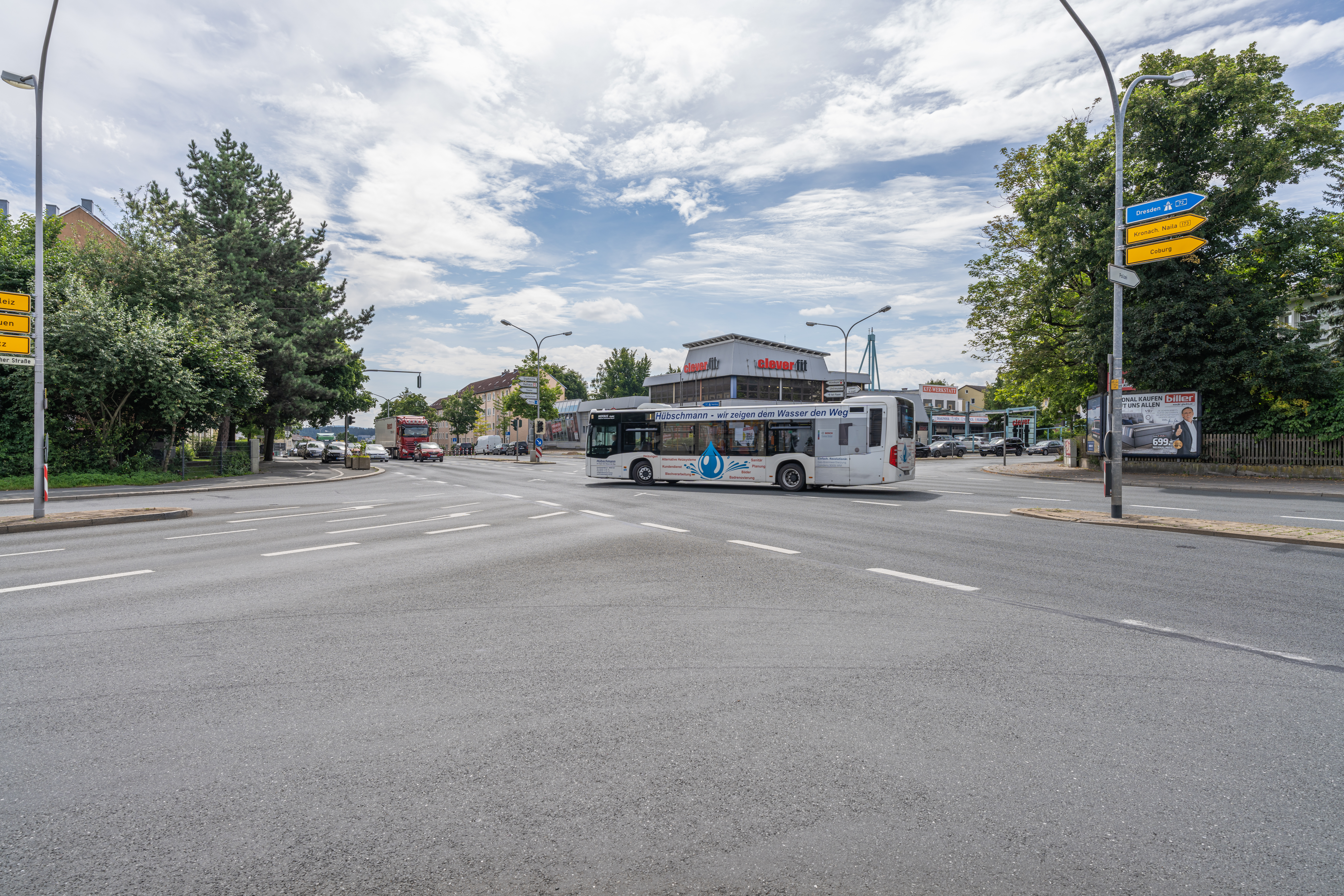
Kreuzung Kulmbacher Straße/Ernst-Reuter-Straße
Hofer Polizeiinspektion
Straßenverlauf im Westen
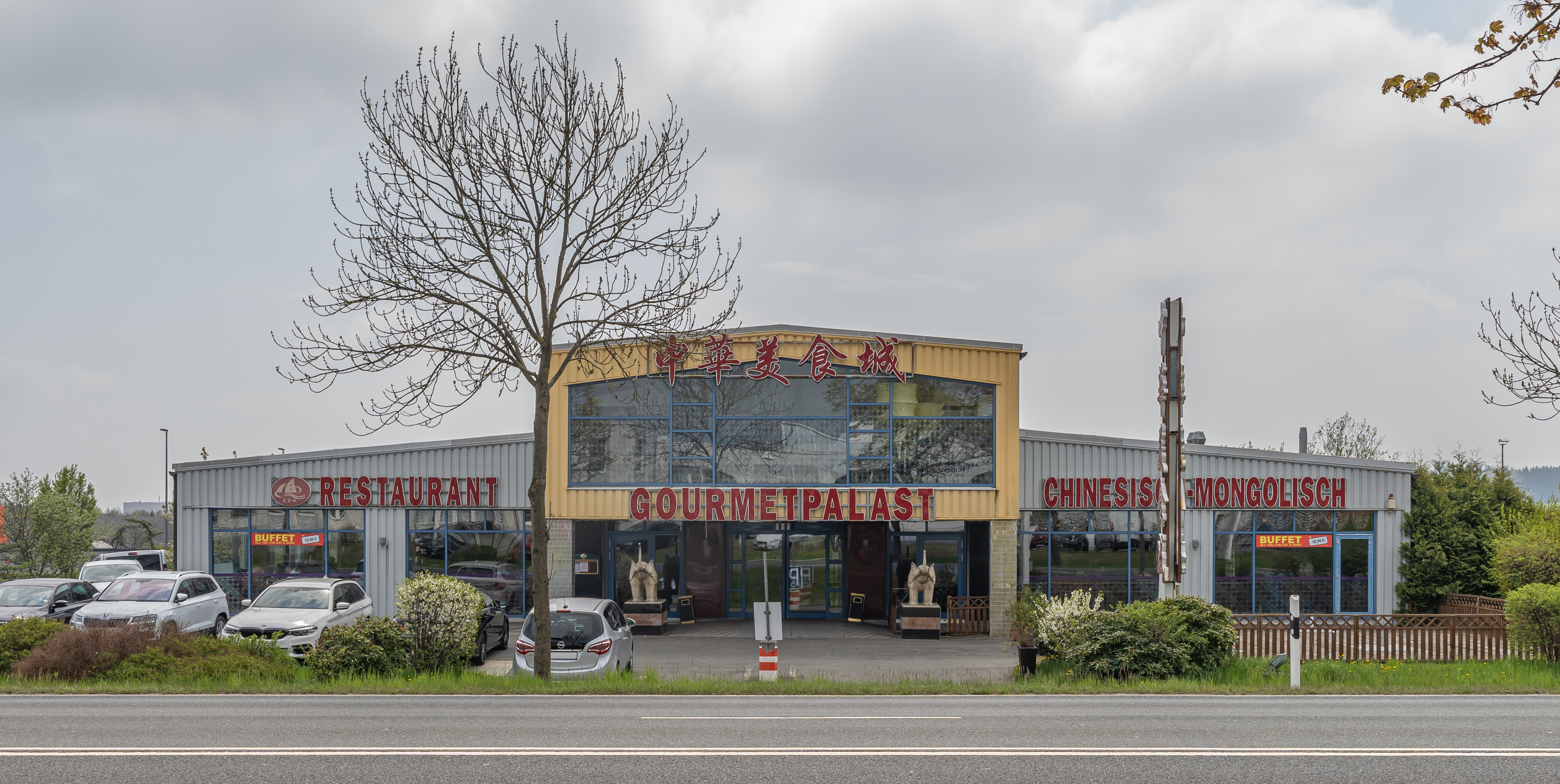
Asiatisches Buffetrestaurant